# Joan Fontcuberta i Villà
|  | Aquest article tracta sobre el fotògraf català. Si cerqueu el catedràtic de traducció i interpretació català, vegeu «Joan Fontcuberta i Gel». |

Joan Fontcuberta i Villà (Barcelona, 24 de febrer de 1955) és un fotògraf, artista conceptual, docent, assagista, crític i promotor d'art especialitzat en fotografia.
Fou premi David Octavious Hill per la Fotografisches Akademie GDL d'Alemanya el 1988, Chevalier de l'Ordre des Arts et des Lettres pel Ministeri de Cultura de França el 1994, Premi Nacional de Fotografia, atorgat pel Ministeri de Cultura d'Espanya el 1998, Premi Nacional d'Arts Visuals el 2010, Premi Nacional de Cultura 2011, Premi Nacional d'assaig de les Lletres Espanyoles 2011, així com president de l'Associació d'Artistes Visuals de Catalunya. El 2013 va rebre el Premi Hasselblad de Fotografia, i en 2016 el Premi Ciutat de Barcelona en Assaig i Humanitats. En 2020 la Université Paris VIII li ha concedit el títol de Doctor Honoris Causa.

## Biografia

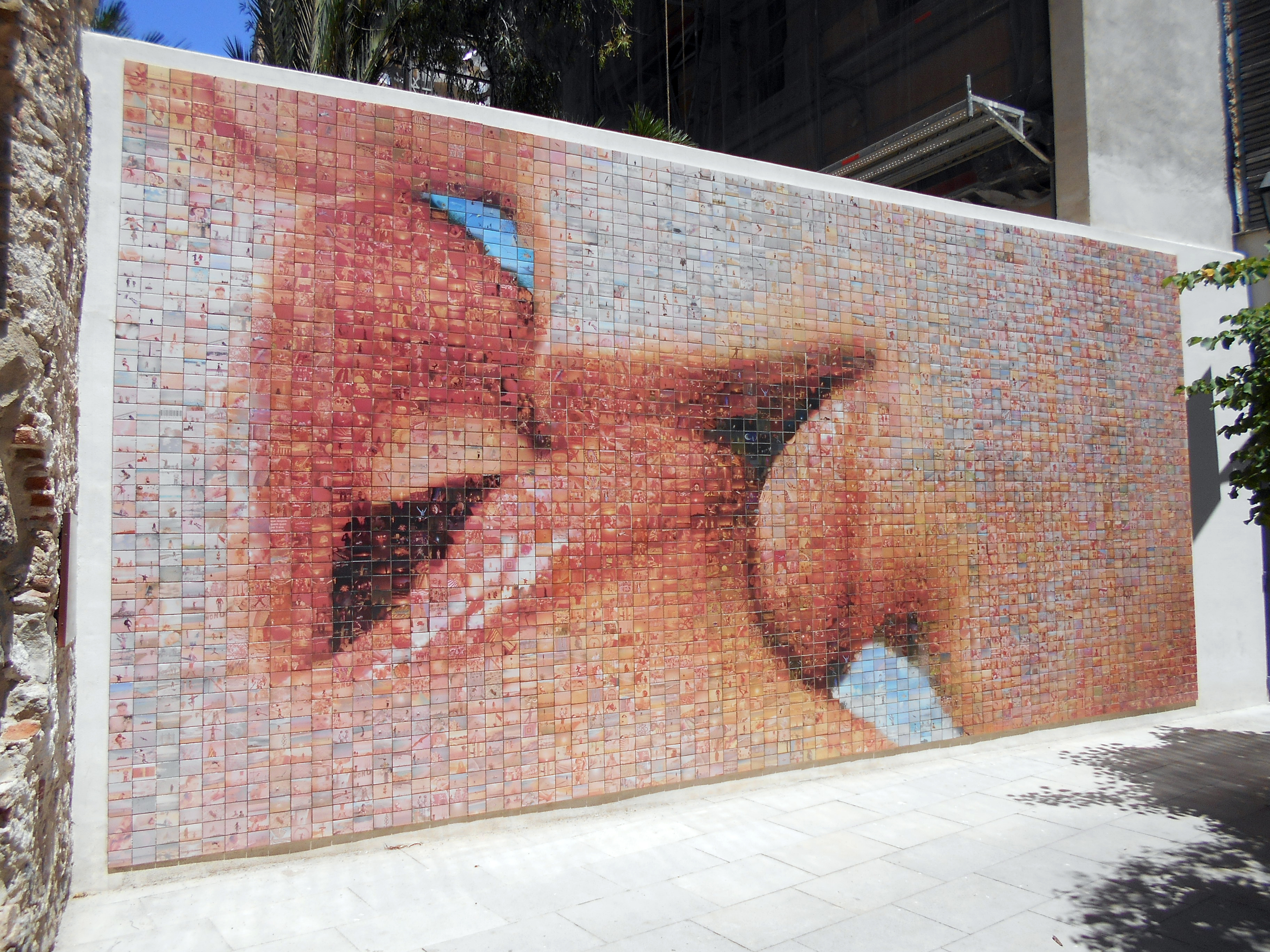
El món neix en cada besada

Llicenciat en Ciències de la informació, Fontcuberta és professor d'Estudis de Comunicació Audiovisual a la Universitat Pompeu Fabra de Barcelona i la Universitat Harvard de Cambridge (Massachusetts), funcions que exerceix simultàniament amb la seva col·laboració amb diverses publicacions especialitzades en imatge. El 1980 va ser cofundador de la revista Photovision, editada en format bilingüe espanyol i anglès, ocupant el càrrec de redactor en cap.
Com a promotor d'esdeveniments relacionats amb l'art fotogràfic, va organitzar les Jornades Catalanes de Fotografia el 1979 i el 1982, va col·laborar en la constitució de la Primavera Fotogràfica de Barcelona. El 1984, va comissariar l'exposició Idas y Caos. Avantguardes fotogràfiques a Espanya 1920-1945, exhibida a la Biblioteca Nacional de Madrid i al International Photography Center de Nova York i més tard Creació Fotogràfica a Espanya 1968-88, mostrada al Museu Cantini de Marsella i al Centre d'Art Santa Mònica de Barcelona. El 1996 va ser nomenat director artístic del Festival Internacional de Fotografia d'Arlés. El 1998 va obtenir el Premi Nacional de Fotografia del Ministeri de Cultura.
La seva extensa obra fotogràfica es caracteritza per l'ús d'eines informàtiques en el seu tractament i la seva presentació de manera interactiva amb l'espectador. De la mateixa manera que altres artistes contemporanis, representa una visió crítica de la realitat, les veritats fotogràfiques, històriques o fictícies a través de la fotografia i el seu context.
Entre 1985 i 2001, l'obra de Fontcuberta va ser exposada en més d'una trentena de museus i sales d'art d'Europa, Amèrica del Nord i Japó com el Folkwang Museum d'Essen el 1987, el MOMA de Nova York, el 1988, el CAAC en Sevilla, el 1989, l'IVAM de València, 1992, la Parco Gallery de Tòquio, 1992, el Museu de Belles Arts de Bilbao, 1995, el Musée de l'Elisée de Lausana, 1999, el MNAC i MACBA, 1999, o la Redpath Museum de Mont-real, 1999.
La seva obra ha estat adquirida per col·leccions públiques, especialment dels Estats Units, Alemanya, França, Espanya i Argentina com el Centre Georges Pompidou de París, el Metropolitan Museum of Art i el Museu d'Art Modern de Nova York, l'Art Institute of Chicago; el Museum für Kunst und Gewerbe d'Hamburg; l'IVAM de València i el Museu de Belles Arts de Buenos Aires.
Va participar en els tallers de les convocatòries de 2010 (juntament amb la fotoperiodista Susan Meiselas) i 2011 (amb Martin Parr), ambdós de l'agència Magnum, del festival de Fotografia Emergent-Lleida.
El 2004 va guanyar el Premi Bartolomé Ros i el 7 de març de 2013 el prestigiós Premi Internacional de Fotografia Hasselblad. Entre 2016 i 2017 va crear el personatge de Ximo Berenguer.

## Concepte artístic
L'obra de Joan Fontcuberta s'inscriu en una línia crítica de la concepció de la fotografia com a evidència de la realitat. Molts dels seus treballs versen sobre el "posar en dubte" la veritat que se li atorga a les imatges fotogràfiques. Es posiciona en una línia de qüestionament i dubte cap a la veracitat de la imatge fotogràfica. Afirma que:
| «                   | (...) Tota fotografia és una ficció que es presenta com a veritable. Contra el que ens han inculcat, contra el que solem pensar, la fotografia menteix sempre, menteix per instint, menteix perquè la seva naturalesa no li permet fer una altra cosa. Però l'important no és aquesta mentida inevitable, l'important és com l'usa el fotògraf, a quines intencions serveix. L'important, en suma, és el control exercit pel fotògraf per imposar una direcció ètica a la seva mentida. El bon fotògraf és el que menteix bé la veritat (...) | » |
| — Fontcuberta, 1997 | |   |

No només les seves obres fotogràfiques, sinó també els seus treballs teòrics, tenen una intenció apel·lativa cap als observadors de les imatges, apel·la a una consciència crítica, a la desconfiança crítica, contra la postura de veritat absoluta de certa línia de concepció de la fotografia. Fontcuberta s'autodenomina un escèptic, pel que els seus treballs es basen en el qüestionament del concepte preestablert que es té de la fotografia, el qual es basa en la idea de reflex fidel de la realitat.
Fontcuberta analitza a artistes i autors que utilitzen o van utilitzar tècniques similars a les que ell s'adscriu i els pren com a referents a l'hora de replantejar la idea de la iconicitat de la fotografia. Així, alguns artistes que apareixen com a referents al llarg dels seus treballs són Nancy Burson, Daniel Canogar, i un cas particular el constitueix la feina que cita a "La tribu que mai va existir", sobre els tasaday, que va prendre gran rellevància en el món científic, i per mitjà del qual es va crear una "realitat fictícia", a través del reportatge creat per John Launois. No obstant això, és el mateix Joan Fontcuberta, qui representa un referent per a molts artistes i teòrics contemporanis.

## Obres publicades
Aquí només una petita llista d'algunes de les obres publicades sobre l'obra del fotògraf, i d'assaig de l'autor. Per una llista més completa, vegeu la pàgina del fotògraf.

### Fotografia
Principalment monografies
- Herbarium (Ed. Gustavo Gili, Barcelona, 1984)
- Fauna (European Photography, Göttingen, 1987)
- Història artificial (IVAM, Valencia, 1992)
- La fragua de Vulcano (Bilbao Bizkaia Kutxa, Bilbao, 1994)
- L'artista de la fotografia (Mazzotta, Milan, 1995)
- Wundergarten der Natur (Rupertinum Museum, Salzburg, 1995)
- Sputnik (Fundación Arte y Tecnología, Madrid, 1997)
- Micromegas (Mide, Cuenca, 1999)
- Twilight Zones (Actar, Madrid, 2000)
- Securitas (Fundación Telefónica, Madrid, 2001)

### Assajos
- Estètica Fotogràfica: una selecció de textos (Ed. Blume, Barcelona, 1984)
- Foto-Diseño. Fotografismo y visualización programada, amb Joan Costa i Solà-Segalés (Enciclopedia del Diseño, CEAC, Barcelona, 1988)
- Fotografia: conceptes i procedimients (Ed. Gustavo Gili, Barcelona, 1990)
- El petó de Judes. Fotografia i Veritat (Ed. Gustavo Gili, Barcelona, 1997)
- Ciència i fricció. Fotografia, natura, artifici (Mestizo, Murcia, 1998)
- La ubiquïtat de la imatge, amb Christian Caujolle i Radu Stern (KRTU i GenCat, Barcelona, 2008)
- La cámara de Pandora: La fotografí@ después de la fotografía (Ed. Gustavo Gili, Barcelona, 2010)
- La furia de las imágenes: notas sobre la postfotografía (Ed. Galaxia Gutenberg, Barcelona, 2016)